# Josephine Levy-Rathenau
Josephine Levy-Rathenau (geboren am 3. Juni 1877 in Berlin; gestorben am 15. November 1921 ebenda) war Sozialarbeiterin und Pionierin der deutschen Frauenbewegung.

## Leben
Josephine Rathenau heiratete den Physiker Max Levy (1869–1932) und nannte sich Levy-Rathenau. Ihre beiden Brüder waren Fritz Rathenau und Kurt Rathenau. Sie war eine Cousine des deutschen Außenministers Walther Rathenau und eine Enkelin von Max Liebermanns Tante Therese.
Mit ihr gewann der 1894 gegründete Bund deutscher Frauenvereine, der unter anderem die Erwerbstätigkeit und wirtschaftliche Selbständigkeit der Frauen fördern wollte, erheblich an Durchschlagskraft. Bereits 1898 hatte der Bund in Berlin eine „Auskunftsstelle für Fraueninteressen“ eingerichtet. Diese wurde seit 1902 nach der Umbenennung in „Auskunftsstelle für Frauenberufe“ unter der neuen Leiterin Levy-Rathenau zur ersten selbständigen Berufsberatungseinrichtung auf deutschem Boden.
Levy-Rathenau gründete den Berliner Frauenclub von 1900 e.V. 1914 zählte sie zu den Initiatorinnen des „Nationalen Frauendienstes“. Im Zeitraum von 1910 bis 1920 gab sie die Zeitschrift Frauenberuf und -erwerb heraus, die bedeutende Fachartikel zur Beschäftigungs- und Ausbildungssituation der auf dem Arbeitsmarkt benachteiligten Frauen enthielt. 1920 wurde sie Stadträtin im Magistrat von Berlin. Ihre Nachfolgerin als Leiterin des Frauenberufsamtes wurde ab 1921/22 Käthe Gaebel. Bis zu ihrem Tod am 15. November 1921 engagierte sie sich für die berufliche Emanzipation der Frauen, ihr Lebenswerk.

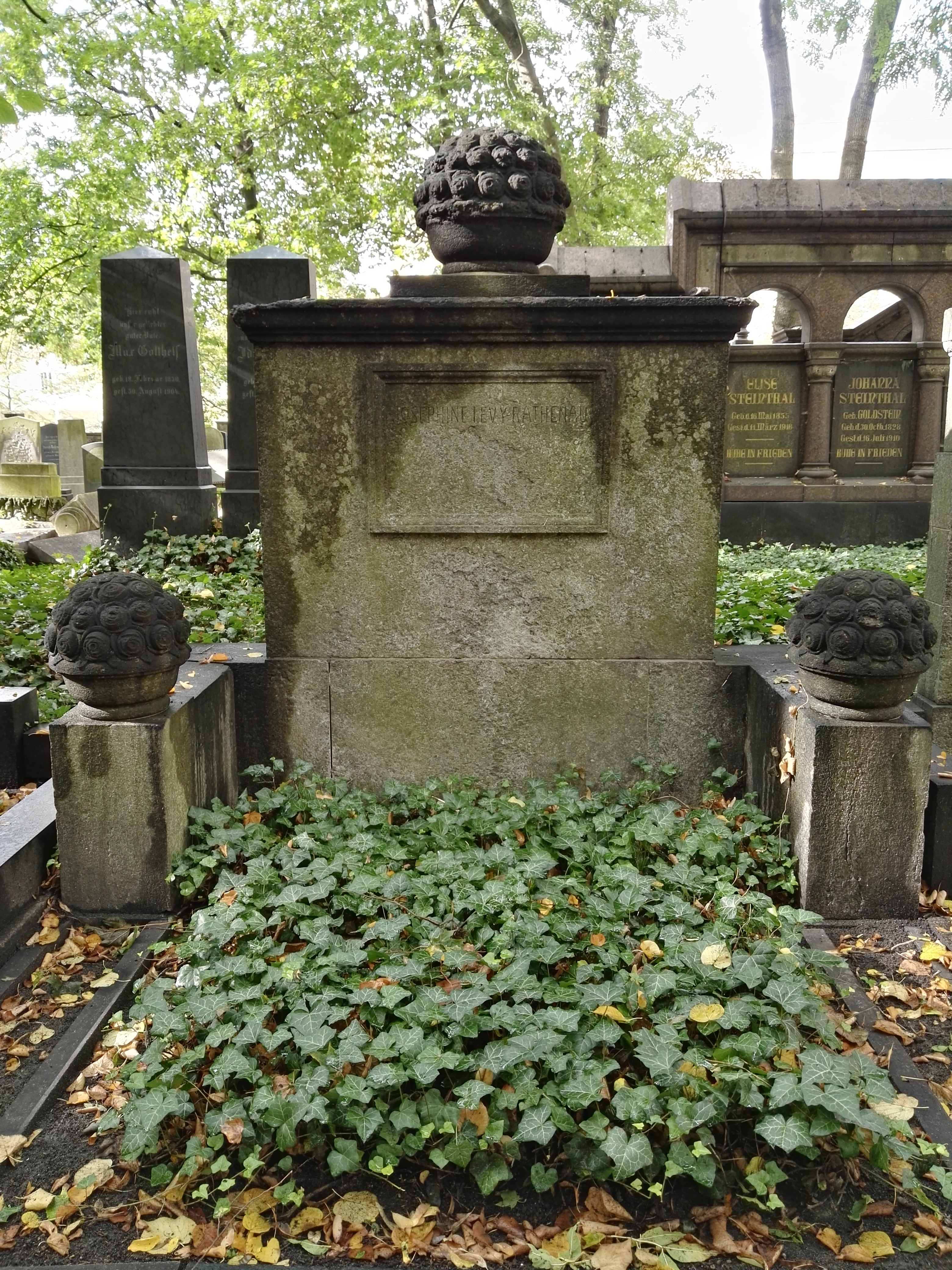
Grabstätte

Sie ist auf dem Jüdischen Friedhof Schönhauser Allee bestattet.

## Würdigung
Seit 2021 wird vom Deutschen Verband für Bildungs- und Berufsberatung ein Nachwuchspreis für gelungene Abschlussarbeiten zu Themen der Beratung in Bildung, Beruf und Beschäftigung vergeben, der nach Josephine Levy-Rathenau benannt ist.

## Werke (Auswahl)
- Die Frau als technische Angestellte. (= Schriften des Frauenberufsamtes des Bundes Deutscher Frauenvereine. 1). Teubner, Berlin/Leipzig 1914.
- Die deutsche Frau im Beruf : praktische Ratschläge zur Berufswahl. (= Handbuch der Frauenbewegung. 5). Moeser, Berlin 1906.
- Die psychologische Analyse der höheren Berufe als Grundlage einer künftigen Berufberatung. In: Frauenbildung, Jg. 17 (1918), Heft 5/6, S. 89–91.
- Demokratische Frauenberufspolitik. Demokratischer Verlag, Berlin 1920.